# 日本医師会災害医療チーム
日本医師会災害医療チーム（にほんいしかいさいがいいりょうチーム、英語: Japan Medical Association Team, JMAT）は、日本医師会により組織される災害医療チーム。急性期の災害医療を担当するDMATが3日程度で撤退するのと入れ替わるようにして被災地の支援に入り、現地の医療体制が回復するまでの間、地域医療を支えるための組織である。

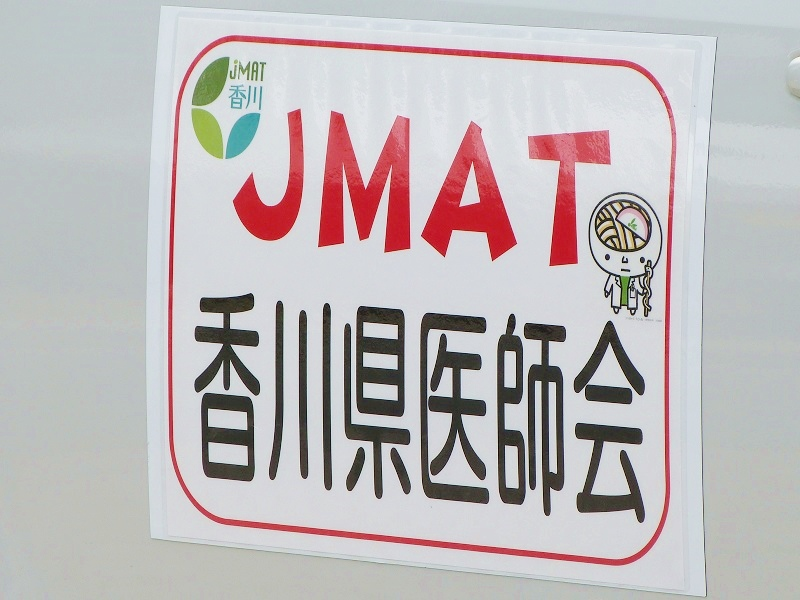
JMATで災害出動した、香川JMATの
車両ステッカー (ドクターうどん脳)

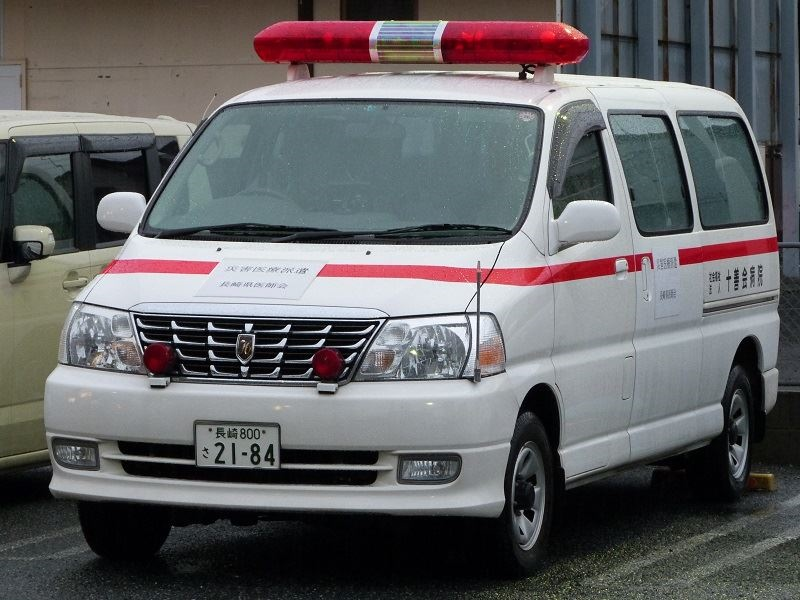
JMATで災害出動した、医療機関の
救急車（長崎JMAT）

## 来歴
2010年3月、日本医師会長の諮問機関である救急災害医療対策委員会は、救急災害医療における連携のあり方と、医師会の災害時医療救護対策に関する諮問への審議結果を発表した。この報告書においては、日本医師会が最大の医師の職能団体であり、また全ての地域医師会を束ねる立場にあるにもかかわらず、災害発生直後において、被災現場等での災害医療活動を実行する能力に欠けることが指摘されるとともに、日本医師会として災害への対応を遂行するための方策として、医師会JMATが提言された。
この提言を受けて、日本医師会はJMATの具体化に向けて、災害医療小委員会において、アメリカ医師会のNDLS（National Disaster Life Support）も参考としつつ、研修のあり方などを検討しはじめた。
しかしその検討途上の2011年3月11日、東北地方太平洋沖地震およびこれに伴う津波等による東日本大震災が発生した。このことから、日本医師会はこれまでの検討結果をもとにしたJMATの結成の検討に入り、3月15日、同会災害対策本部はJMATの派遣を決定し、43の都道府県医師会（被災した岩手・宮城・福島・茨城の4県を除く）に対して派遣の要請を発出した。また3月17日には、厚生労働省医政局長より日本医師会長に対し、被災地への医師等医療従事者の派遣が正式に要請された。また被災県である岩手県においても、岩手県医師会がJMAT岩手を組織し、5月後半より活動を開始した。
なお、東日本大震災では米軍による支援活動「トモダチ作戦」が大きな成果を上げたが、その先駆けが日本医師会による被災地への医薬品の輸送であったとされている。

## 東日本大震災での活動

### 役割
日本では既に、災害の急性期活動を担うための災害派遣医療チーム（DMAT）制度の整備が進められており、域内災害に対処するために自治体が設置する都道府県DMAT（東京DMATなど）と、広域災害に対処するために厚生労働省が設置する日本DMATがあった。しかしこれらは、いずれも72時間の壁を念頭に、発災後72時間までの活動を前提としていた。東日本大震災に対するDMAT活動では、被害が広範・甚大であったことから当初想定よりも活動は延長されていたものの、3月22日をもって、DMAT活動の終了が宣言された。
JMATは、このDMATを引き継いで、避難所・救護所における医療を担当することを主たる役割とした。また、被災地域の病院、診療所の診療への支援も、重要な役割の一つであった。またこのほか、下記のような役割が想定された。
- 避難所の状況把握と改善
- 在宅患者・避難者の医療・健康管理
- 地元医師会を中心とした連絡会の立ち上げ

### 編制
JMAT構想においては、会員医師個人と直接の接点を持つという点で地域医師会（都道府県医師会および郡市区医師会）の役割が重視された。このことから、派遣に当たっては、日本医師会が都道府県医師会に対して要請し、都道府県医師会が郡市区医師会を基本単位として編成することとされた。
またブロックごとに、下記のようにおおまかな支援先も指定された。
岩手県
北海道ブロック、東北ブロック（青森・秋田）、東京ブロック、関東甲信越ブロック、近畿ブロック（大阪・和歌山）
宮城県
東北ブロック（山形）、東京ブロック、関東甲信越ブロック、近畿ブロック（兵庫・奈良）、中国四国ブロック
福島県
東京ブロック、中部ブロック、近畿ブロック（京都・滋賀）
茨城県
九州ブロック
JMATで派遣される医療救護班は、3日〜1週間の活動を前提としており、チーム編成は、医師1名、看護職員（看護師や救急救命士）2名、医療保険事務職員1名を基本とする。ただし実際には、比率は一定でなかったほか、これ以外の職種も幅広く参加していた。都道府県が派遣する医療救護班のほか、日本精神科病院協会を主体としてメンタルヘルスケアを担う心のケアチーム、日本薬剤師会および都道府県薬剤師会を主体として薬剤管理を担う薬剤師班も、一部はJMATの枠内に加入した。また、都道府県医師会以外に、全日本病院協会や全日本民医連も独自に医療救護班を派遣していたが、これも順次にJMATの枠内に参入した。

### 撤収へ
その後、地元の医療体制が復興するとともに、順次に派遣規模の縮小が開始された。3月24日には茨城県への派遣を終了し、4月14日には派遣地域の見直しが行なわれた。そして6月28日、日本医師会災害対策本部は、7月15日をもってJMAT派遣を終了することを決定した。
JMATとしては、7月19日までに、計1,394個隊、延べ6,239名が派遣された。なお、派遣された医師2,220名のうち、日医会員は6割弱であった。またJMATの派遣終了後も、被災医療機関や仮設住宅への支援などを目的としたJMAT-IIが組織され、派遣された。